# Ronde van Frankrijk 2004/Zeventiende etappe

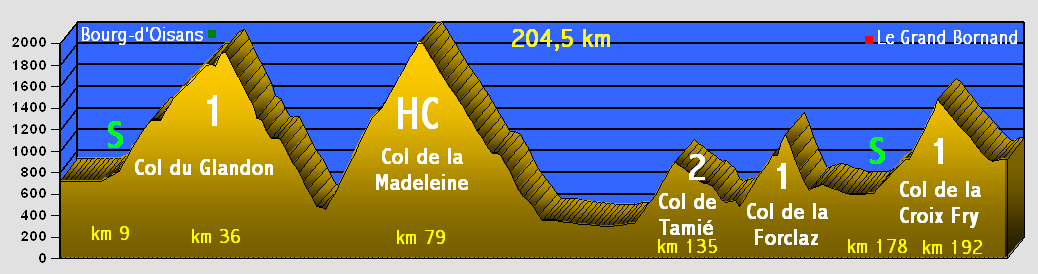
Schematische weergave van de 17e etappe in de Ronde van Frankrijk 2004

De zeventiende etappe van de Ronde van Frankrijk 2004 werd verreden op 22 juli 2004 tussen Bourg d'Oisans en Le Grand Bornand. Deze etappe leidde door de Alpen en er werden onderweg vijf bergen aangedaan, waarvan een van de hoogste categorie: de Col de la Madeleine.

## Verloop
Na het passeren van de vijf bergen bleef er een kopgroep over van vijf man die richting Le Grand Bornand rijden: De voor US Postal rijdende Floyd Landis en Lance Armstrong, namens T-Mobile Team de renners Jan Ullrich en Andreas Klöden, en ten slotte Ivan Basso namens Team CSC. Diverse renners probeerden nog weg te komen, maar ze werden steeds teruggehaald. Klöden probeerde op ongeveer 1 kilometer voor de streep weg te rijden en leek het te gaan halen. Het gat werd echter door Landis klein gehouden, waarop Armstrong met een sprint Klöden vlak voor de eindstreep nog inhaalde.
Door de dopingbiecht van Armstrong in 2013, raakte hij onder andere de overwinning van deze etappe kwijt, waardoor deze etappe officieel geen winnaar kent.

### Bergsprints
| Beklimming Col du Glandon na km | Beklimming Col du Glandon na km | Beklimming Col du Glandon na km | 1e cat. km à % | 1e cat. km à % |
| Plaats                          | Naam                            | Naam                            | Punten         |                |
| Winnaar                         | Gilberto Simoni                 | Gilberto Simoni                 | 15             |                |
| 2                               | Filippo Simeoni                 | Filippo Simeoni                 | 13             |                |
| 3                               | Ludovic Martin                  | Ludovic Martin                  | 11             |                |
| 4                               | Michele Bartoli                 | Michele Bartoli                 | 9              |                |
| 5                               | Rolf Aldag                      | Rolf Aldag                      | 8              |                |
| 6                               | Mikel Astarloza                 | Mikel Astarloza                 | 7              |                |
| 7                               | Richard Virenque                | Richard Virenque                | 6              |                |
| 8                               | Paolo Bettini                   | Paolo Bettini                   | 5              |                |

| Beklimming Col de la Madeleine na km | Beklimming Col de la Madeleine na km | Beklimming Col de la Madeleine na km | HC cat. km à % | HC cat. km à % |
| Plaats                               | Naam                                 | Naam                                 | Punten         |                |
| Winnaar                              | Gilberto Simoni                      | Gilberto Simoni                      | 20             |                |
| 2                                    | Richard Virenque                     | Richard Virenque                     | 18             |                |
| 3                                    | Ludovic Martin                       | Ludovic Martin                       | 16             |                |
| 4                                    | Rolf Aldag                           | Rolf Aldag                           | 14             |                |
| 5                                    | Christophe Moreau                    | Christophe Moreau                    | 12             |                |
| 6                                    | Filippo Simeoni                      | Filippo Simeoni                      | 10             |                |
| 7                                    | Michele Bartoli                      | Michele Bartoli                      | 8              |                |
| 8                                    | Paolo Bettini                        | Paolo Bettini                        | 7              |                |
| 9                                    | Michael Rasmussen                    | Michael Rasmussen                    | 6              |                |
| 10                                   | Manuel Beltrán                       | Manuel Beltrán                       | 5              |                |

| Beklimming Col de Tamié na km | Beklimming Col de Tamié na km | Beklimming Col de Tamié na km | 2e cat. km à % | 2e cat. km à % |
| Plaats                        | Naam                          | Naam                          | Punten         |                |
| Winnaar                       | Richard Virenque              | Richard Virenque              | 10             |                |
| 2                             | Christophe Moreau             | Christophe Moreau             | 9              |                |
| 3                             | Gilberto Simoni               | Gilberto Simoni               | 8              |                |
| 4                             | Rolf Aldag                    | Rolf Aldag                    | 7              |                |
| 5                             | Ludovic Martin                | Ludovic Martin                | 6              |                |
| 6                             | Iker Flores                   | Iker Flores                   | 5              |                |

| Beklimming Col de la Forclaz na km | Beklimming Col de la Forclaz na km | Beklimming Col de la Forclaz na km | 1e cat. km à % | 1e cat. km à % |
| Plaats                             | Naam                               | Naam                               | Punten         |                |
| Winnaar                            | Richard Virenque                   | Richard Virenque                   | 15             |                |
| 2                                  | Christophe Moreau                  | Christophe Moreau                  | 13             |                |
| 3                                  | Gilberto Simoni                    | Gilberto Simoni                    | 11             |                |
| 4                                  | Rolf Aldag                         | Rolf Aldag                         | 9              |                |
| 5                                  | Michael Rasmussen                  | Michael Rasmussen                  | 8              |                |
| 6                                  | José Luis Rubiera                  | José Luis Rubiera                  | 7              |                |
| 7                                  | José Azevedo                       | José Azevedo                       | 6              |                |
| 8                                  | Floyd Landis                       | Floyd Landis                       | 5              |                |

| Beklimming Col de la Colombière na km | Beklimming Col de la Colombière na km | Beklimming Col de la Colombière na km | 1e cat. km à % | 1e cat. km à % |
| Plaats                                | Naam                                  | Naam                                  | Punten         |                |
| Winnaar                               | Floyd Landis                          | Floyd Landis                          | 30             |                |
| 2                                     | Lance Armstrong                       | Lance Armstrong                       | 26             |                |
| 3                                     | Jan Ullrich                           | Jan Ullrich                           | 22             |                |
| 4                                     | Ivan Basso                            | Ivan Basso                            | 18             |                |
| 5                                     | Andreas Klöden                        | Andreas Klöden                        | 16             |                |
| 6                                     | Carlos Sastre                         | Carlos Sastre                         | 14             |                |
| 7                                     | Georg Totschnig                       | Georg Totschnig                       | 12             |                |
| 8                                     | Michael Rasmussen                     | Michael Rasmussen                     | 10             |                |

Proloog ·
1e etappe ·
2e etappe ·
3e etappe ·
4e etappe ·
5e etappe ·
6e etappe ·
7e etappe ·
8e etappe ·
9e etappe ·
10e etappe ·
11e etappe ·
12e etappe ·
13e etappe ·
14e etappe ·
15e etappe ·
16e etappe ·
17e etappe ·
18e etappe ·
19e etappe ·
20e etappe
Startlijst · Eindstanden · Afbeeldingen